# Ramon (Isabela)
Ramon is een gemeente in de Filipijnse provincie Isabela in het noordoosten van het eiland Luzon. Bij de laatste census in 2007 had de gemeente ruim 45 duizend inwoners.

## Geografie

### Bestuurlijke indeling
Ramon is onderverdeeld in de volgende 19 barangays:
| - Ambatali - Bantug - Bugallon Norte - Bugallon Proper - Burgos - General Aguinaldo - Nagbacalan - Oscariz - Pabil - Pagrang-ayan | - Planas - Purok ni Bulan - Raniag - San Antonio - San Miguel - San Sebastian - Villa Beltran - Villa Carmen - Villa Marcos |

## Demografie
Ramon had bij de census van 2007 een inwoneraantal van 45.258 mensen. Dit zijn 3.817 mensen (9,2%) meer dan bij de vorige census van 2000. De gemiddelde jaarlijkse groei komt daarmee uit op 1,22%, hetgeen lager is dan het landelijk jaarlijks gemiddelde over deze periode (2,04%). Vergeleken met de census van 1995 is het aantal mensen met 9.373 (26,1%) toegenomen.

De bevolkingsdichtheid van Ramon was ten tijde van de laatste census, met 45.258 inwoners op 135,17 km², 334,8 mensen per km².